# Bell Challenge 2012 - Qualificazioni singolare
Le qualificazioni del singolare del Bell Challenge 2012 sono state un torneo di tennis preliminare per accedere alla fase finale della manifestazione. I vincitori dell'ultimo turno sono entrati di diritto nel tabellone principale. In caso di ritiro di uno o più giocatori aventi diritto a questi sono subentrati i lucky loser, ossia i giocatori che hanno perso nell'ultimo turno ma che avevano una classifica più alta rispetto agli altri partecipanti che avevano comunque perso nel turno finale.

## Teste di serie
1. Lauren Davis (qualificata)
2. Kristina Mladenovic (qualificata)
3. Jessica Pegula (ultimo turno, Lucky Loser)
4. Chichi Scholl (secondo turno)

1. Heidi El Tabakh (qualificata)
2. Amra Sadiković (primo turno)
3. Maria Sanchez (qualificata)
4. Julie Coin (ultimo turno)

## Qualificate
1. Lauren Davis
2. Kristina Mladenovic

1. Maria Sanchez
2. Heidi El Tabakh

## Lucky Loser
1. Jessica Pegula

## Tabellone

### Legenda
| - Q = Qualificato - WC = Wild card - LL = Lucky loser | - ALT = Alternate - SE = Special Exempt - PR = Protected Ranking | - w/o = Walkover - r = Ritirato - d = Squalificato |

### Sezione 1
|  | Primo turno      | Primo turno      | Primo turno      | Primo turno | Primo turno |  |  | Secondo turno | Secondo turno | Secondo turno | Secondo turno | Secondo turno |   |   | Ultimo turno | Ultimo turno | Ultimo turno | Ultimo turno | Ultimo turno |  |
|  |                  |                  |                  |             |             |  |  |               |               |               |               |               |   |   |              |              |              |              |              |  |
|  | 1                | Lauren Davis     | Lauren Davis     | 6           | 6           |  |  |               |               |               |               |               |   |   |              |              |              |              |              |  |
|  | WC               | Priscila Nunez   | Priscila Nunez   | 1           | 1           |  |  | 1             | Lauren Davis  | Lauren Davis  | 7             | 6             |   |   |              |              |              |              |              |  |
|  | Françoise Abanda | Françoise Abanda | Françoise Abanda | 68          | 3           |  |  |               | Lena Litvak   | Lena Litvak   | 5             | 4             |   |   |              |              |              |              |              |  |
|  | Lena Litvak      | Lena Litvak      | Lena Litvak      | 7           | 6           |  |  |               |               |               |               |               |   |   | 1            | Lauren Davis | Lauren Davis | 6            | 6            |  |
|  |                  | Shelby Rogers    | Shelby Rogers    | 6           | 6           |  |  |               |               | 8             | Julie Coin    | Julie Coin    | 3 | 4 |              |              |              |              |              |  |
|  | WC               | Diana Ospina     | Diana Ospina     | 2           | 2           |  |  |               | Shelby Rogers | Shelby Rogers | 5             | 3             |   |   |              |              |              |              |              |  |
|  | WC               | Carol Zhao       | 3                | 7           | 4           |  |  | 8             | Julie Coin    | Julie Coin    | 7             | 6             |   |   |              |              |              |              |              |  |
|  | 8                | Julie Coin       | 6                | 5           | 6           |  |  |               |               |               |               |               |   |   |              |              |              |              |              |  |

### Sezione 2
|  | Primo turno     | Primo turno         | Primo turno         | Primo turno | Primo turno |  |  | Secondo turno      | Secondo turno       | Secondo turno       | Secondo turno      | Secondo turno |   |   | Ultimo turno | Ultimo turno        | Ultimo turno | Ultimo turno | Ultimo turno |  |
|  |                 |                     |                     |             |             |  |  |                    |                     |                     |                    |               |   |   |              |                     |              |              |              |  |
|  | 2               | Kristina Mladenovic | Kristina Mladenovic | 6           | 6           |  |  |                    |                     |                     |                    |               |   |   |              |                     |              |              |              |  |
|  | WC              | Jessica Lawrence    | Jessica Lawrence    | 0           | 2           |  |  | 2                  | Kristina Mladenovic | Kristina Mladenovic | 6                  | 6             |   |   |              |                     |              |              |              |  |
|  | WC              | Alicja Rosolska     | Alicja Rosolska     | 7           | 6           |  |  | WC                 | Alicja Rosolska     | Alicja Rosolska     | 4                  | 3             |   |   |              |                     |              |              |              |  |
|  | WC              | Emily Harman        | Emily Harman        | 5           | 1           |  |  |                    |                     |                     |                    |               |   |   | 2            | Kristina Mladenovic | 6            | 2            | 6            |  |
|  | Asia Muhammad   | Asia Muhammad       | 4                   | 6           | 6           |  |  |                    |                     |                     | Gabriela Dabrowski | 4             | 6 | 4 |              |                     |              |              |              |  |
|  | Maria Abramović | Maria Abramović     | 6                   | 1           | 0           |  |  | Asia Muhammad      | Asia Muhammad       | Asia Muhammad       | 2                  | 2             |   |   |              |                     |              |              |              |  |
|  |                 | Gabriela Dabrowski  | Gabriela Dabrowski  | 6           | 6           |  |  | Gabriela Dabrowski | Gabriela Dabrowski  | Gabriela Dabrowski  | 6                  | 6             |   |   |              |                     |              |              |              |  |
|  | 6               | Amra Sadiković      | Amra Sadiković      | 2           | 2           |  |  |                    |                     |                     |                    |               |   |   |              |                     |              |              |              |  |

### Sezione 3
|  | Primo turno       | Primo turno       | Primo turno       | Primo turno | Primo turno |  |  | Secondo turno | Secondo turno     | Secondo turno | Secondo turno | Secondo turno |   |   | Ultimo turno | Ultimo turno   | Ultimo turno   | Ultimo turno | Ultimo turno |  |
|  |                   |                   |                   |             |             |  |  |               |                   |               |               |               |   |   |              |                |                |              |              |  |
|  | 3                 | Jessica Pegula    | Jessica Pegula    | 6           | 6           |  |  |               |                   |               |               |               |   |   |              |                |                |              |              |  |
|  | WC                | Robyn Beddow      | Robyn Beddow      | 1           | 1           |  |  | 3             | Jessica Pegula    | 6             | 1             | 6             |   |   |              |                |                |              |              |  |
|  | WC                | Stephanie Wetmore | Stephanie Wetmore | 0           | 2           |  |  |               | Ashley Weinhold   | 2             | 6             | 1             |   |   |              |                |                |              |              |  |
|  |                   | Ashley Weinhold   | Ashley Weinhold   | 6           | 6           |  |  |               |                   |               |               |               |   |   | 3            | Jessica Pegula | Jessica Pegula | 4            | 2            |  |
|  | Alexandra Mueller | Alexandra Mueller | Alexandra Mueller | 6           | 6           |  |  |               |                   | 7             | Maria Sanchez | Maria Sanchez | 6 | 6 |              |                |                |              |              |  |
|  | Lenka Wienerová   | Lenka Wienerová   | Lenka Wienerová   | 4           | 4           |  |  |               | Alexandra Mueller | 7             | 3             | 2             |   |   |              |                |                |              |              |  |
|  |                   | Elena Bovina      | 3                 | 6           | 2           |  |  | 7             | Maria Sanchez     | 6(1)          | 6             | 6             |   |   |              |                |                |              |              |  |
|  | 7                 | Maria Sanchez     | 6                 | 1           | 6           |  |  |               |                   |               |               |               |   |   |              |                |                |              |              |  |

### Sezione 4
|  | Primo turno | Primo turno         | Primo turno     | Primo turno | Primo turno |  |  | Secondo turno | Secondo turno   | Secondo turno   | Secondo turno   | Secondo turno   |   |   | Ultimo turno | Ultimo turno  | Ultimo turno  | Ultimo turno | Ultimo turno |  |
|  |             |                     |                 |             |             |  |  |               |                 |                 |                 |                 |   |   |              |               |               |              |              |  |
|  | 4           | Chichi Scholl       | Chichi Scholl   | 6           | 6           |  |  |               |                 |                 |                 |                 |   |   |              |               |               |              |              |  |
|  |             | Tori Kinard         | Tori Kinard     | 4           | 3           |  |  | 4             | Chichi Scholl   | Chichi Scholl   | 4               | 4               |   |   |              |               |               |              |              |  |
|  | WC          | Līga Dekmeijere     | Līga Dekmeijere | 5           | 4           |  |  |               | Jennifer Elie   | Jennifer Elie   | 6               | 6               |   |   |              |               |               |              |              |  |
|  |             | Jennifer Elie       | Jennifer Elie   | 7           | 6           |  |  |               |                 |                 |                 |                 |   |   |              | Jennifer Elie | Jennifer Elie | 2            | 1            |  |
|  | WC          | Simone Kalhorn      | Simone Kalhorn  | 0           | 2           |  |  |               |                 | 5               | Heidi El Tabakh | Heidi El Tabakh | 6 | 6 |              |               |               |              |              |  |
|  |             | Nicole Melichar     | Nicole Melichar | 6           | 6           |  |  |               | Nicole Melichar | Nicole Melichar | 5               | 2               |   |   |              |               |               |              |              |  |
|  |             | Beatriz Haddad Maia | 4               | 6           | 3           |  |  | 5             | Heidi El Tabakh | Heidi El Tabakh | 7               | 6               |   |   |              |               |               |              |              |  |
|  | 5           | Heidi El Tabakh     | 6               | 1           | 6           |  |  |               |                 |                 |                 |                 |   |   |              |               |               |              |              |  |